# Betania

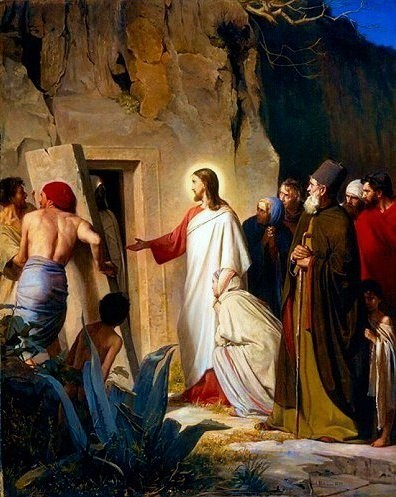
Jesús con Lázaro (Carl Heinrich Bloch).

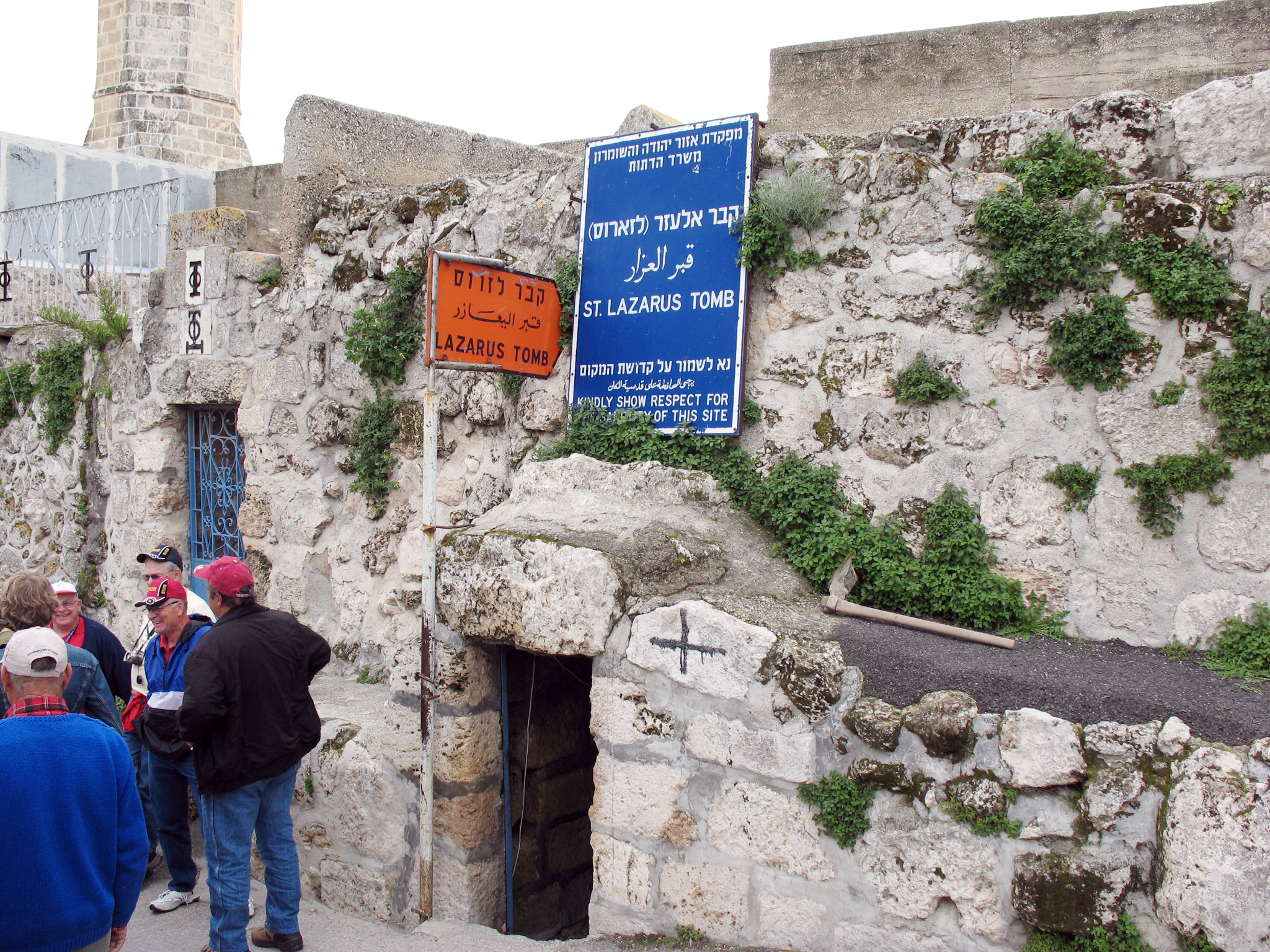
Tumba de Lázaro en Betania.

Betania (en arameo בית עניא; en hebreo בית עניה [Beth anya], "casa de frutos" otros interpretan "casa de aflicción"; transcrita al griego Βηθανία) es el nombre de una antigua localidad de Palestina. Con este nombre se mencionan en la Biblia dos localidades. 
Por un lado, hace referencia a una aldea en la falda oriental del Monte de los Olivos, a unos 3 km al este de Jerusalén, en el camino de Jerusalén a Jericó (parece ser la Ananías de Neh), que actualmente se llama Al Azariyeh, Al-Eizariya o Al-Azariya (en árabe, العيزرية: , literalmente Sitio de Lázaro). En Betania vivían Lázaro, Marta y María, a quienes Jesús visitó en varias ocasiones (Mt. 21: 17; Mc. 11:1, 11, 12; Lc. 10:38; Jn. 11:1; Jn 12:1). El lugar se llama ahora al Azariyeh en honor a Lázaro (allí se señala tradicionalmente su tumba.) Además, allí vivía también Simón el leproso, en cuya casa una mujer ungió a Jesús con la usanza tradicional de perfume sobre su cabeza (Mt. 26: 6-13; Mc. 14:3).  La tradición posterior ha querido identificar a esta mujer con María, hermana de Lázaro,  aunque otros la han querido identificar con María Magdalena, no habiendo unanimidad al respecto. La ascensión de Jesús ocurrió no lejos de esta aldea (Lc. 24:50, 51).
Por otro lado, el nombre de Betania puede hacer alusión a un lugar al este del río Jordán donde Juan bautizaba (Jn. 1:28, BJ y DHH).